# Slovenský národní archiv
Slovenský národní archiv (slovensky Slovenský národný archív, dříve Štátny ústredný archív) je národním archivem na Slovensku se sídlem v Bratislavě. Archiv má hlavní poslání přebírat dokumenty od slovenských ústředních původců k dlouhodobému uložení a jejich následné zpřístupňování. Zároveň funguje jak školící středisko archivnictví na Slovensku. Od roku 2015 je do SNA začleněn také Slovenský banský archív se sídlem v Banské Štiavnici. Slovenský národní archiv byl zapojen do digitalizace kulturního dědictví Slovenska, vzniklý digitální obsah je zpřístupněn na portálu Slovakiana.
Budova archivu na „Drotárské cestě“ 42 v Bratislavě byla postavena v letech 1970 až 1983 podle plánů architekta Vladimíra Dedečka.